# ميلروز (ماساتشوستس)
ميلروز (بالإنجليزية: Melrose, Massachusetts)‏ هي مدينة تقع في الولايات المتحدة في مقاطعة ميدلسيكس (ماساشوستس). يقدر عدد سكانها بـ 26,983 نسمة ومساحتها 12.3 كم2 ووترتفع عن سطح البحر 41 متر.

## التركيبة السكانية
حدّد مكتب تعداد الولايات المتحدة بيانات التركيبة السكانية لميلروز في تعداد الولايات المتحدة. في ما يلي، التركيبة السكانية حسب تعدادي 2000 و2010.

### تعداد عام 2000
بلغ عدد سكان ميلروز 27,134 نسمة بحسب تعداد عام 2000، وبلغ عدد الأسر 10,982 أسرة وعدد العائلات 7,108 عائلة مقيمة في المدينة. في حين سجلت الكثافة السكانية 2,197.1 نسمة لكل كيلومتر مربع (5,690.5/ميل2). وبلغ عدد الوحدات السكنية 11,248 وحدة بمتوسط كثافة قدره 910.8 لكل كيلومتر مربع (2,359.0/ميل2).
وتوزع التركيب العرقي للمدينة بنسبة 95.16% من البيض و0.94% من الأمريكيين الأفارقة و0.10% من الأمريكيين الأصليين و2.01% من الأمريكيين ذوي الأصول الآسيوية و0.02% من سكان جزر المحيط الهادئ و0.40% من الأعراق الأخرى و1.37% من عرقين مختلطين أو أكثر و1.04% من الهسبانيون أو اللاتينيون من أي عرق.
بلغ عدد الأسر 10,982 أسرة كانت نسبة 30.4% منها لديها أطفال تحت سن الثامنة عشر تعيش معهم، وبلغت نسبة الأزواج القاطنين مع بعضهم البعض 53.4% من أصل المجموع الكلي للأسر، ونسبة 8.7% من الأسر كان لديها معيلات من الإناث دون وجود شريك، بينما كانت نسبة 2.6% من الأسر لديها معيلون من الذكور دون وجود شريكة وكانت نسبة 35.3% من غير العائلات. تألفت نسبة 29.7% من أصل جميع الأسر من عدة أفراد يعيشون في نفس المنزل ونسبة 13.2% كانت تتألف من شخص يعيش بمفرده يبلغ من العمر 65 عاماً أو أكثر. وبلغ متوسط حجم الأسرة المعيشية 2.44، أما متوسط حجم العائلات فبلغ 3.08.
بلغ العمر الوسطي للسكان 39.4 عاماً. وكانت نسبة 22% من القاطنين تحت سن الثامنة عشر، وكانت نسبة 5.4% بين الثامنة عشر والرابعة والعشرين عاماً، ونسبة 31.9% كانت واقعةً في الفئة العمرية ما بين الخامسة والعشرين والرابعة والأربعين عاماً، ونسبة 24.1% كانت ما بين الخامسة والأربعين والرابعة والستين، ونسبة 15.3% كانت ضمن فئة الخامسة والستين عاماً فما فوق. يوجد لكل 100 أنثى 89.8 ذكر، ويوجد لكل 100 أنثى في الثامنة عشر من عمرها فما فوق 86.5 ذكر.
بلغ متوسط دخل الأسرة في المدينة 62,811 دولارًا، أما متوسط دخل العائلة فبلغ 78,144 دولارًا. وكان متوسط دخل الذكور 50,644 دولارًا مقابل 39,517 دولارًا للإناث. وسجل دخل الفرد الخاص بالمدينة 30,347 دولارًا. وكانت نسبة 1.6% من العائلات ونسبة 3.3% من السكان تحت خط الفقر، وكان من هؤلاء نسبة 2.7% تحت سن الثامنة عشر ونسبة 7.1% في الخامسة والستين من العمر وما فوق.

### تعداد عام 2010
بلغ عدد سكان ميلروز 26,983 نسمة بحسب تعداد عام 2010، وبلغ عدد الأسر 11,213 أسرة وعدد العائلات 7,076 عائلة مقيمة في المدينة. في حين سجلت الكثافة السكانية 2,184.9 نسمة لكل كيلومتر مربع (5,658.9/ميل2). وبلغ عدد الوحدات السكنية 11,751 وحدة بمتوسط كثافة قدره 951.5 لكل كيلومتر مربع (2,464.4/ميل2).
وتوزع التركيب العرقي للمدينة بنسبة 91.15% من البيض و2.43% من الأمريكيين الأفارقة و0.08% من الأمريكيين الأصليين و3.79% من الأمريكيين ذوي الأصول الآسيوية و0.02% من سكان جزر المحيط الهادئ و0.87% من الأعراق الأخرى و1.66% من عرقين مختلطين أو أكثر و2.46% من الهسبانيون أو اللاتينيون من أي عرق.
بلغ عدد الأسر 11,213 أسرة كانت نسبة 29.9% منها لديها أطفال تحت سن الثامنة عشر تعيش معهم، وبلغت نسبة الأزواج القاطنين مع بعضهم البعض 51.3% من أصل المجموع الكلي للأسر، ونسبة 9.1% من الأسر كان لديها معيلات من الإناث دون وجود شريك، بينما كانت نسبة 2.6% من الأسر لديها معيلون من الذكور دون وجود شريكة وكانت نسبة 36.9% من غير العائلات. تألفت نسبة 31.3% من أصل جميع الأسر من عدة أفراد يعيشون في نفس المنزل ونسبة 13.4% كانت تتألف من شخص يعيش بمفرده يبلغ من العمر 65 عاماً أو أكثر. وبلغ متوسط حجم الأسرة المعيشية 2.38، أما متوسط حجم العائلات فبلغ 3.05.
بلغ العمر الوسطي للسكان 41.9 عاماً. وكانت نسبة 22% من القاطنين تحت سن الثامنة عشر، وكانت نسبة 5.5% بين الثامنة عشر والرابعة والعشرين عاماً، ونسبة 27.5% كانت واقعةً في الفئة العمرية ما بين الخامسة والعشرين والرابعة والأربعين عاماً، ونسبة 29.2% كانت ما بين الخامسة والأربعين والرابعة والستين، ونسبة 15.8% كانت ضمن فئة الخامسة والستين عاماً فما فوق. وتوزع التركيب الجنسي للسكان بنسبة 47% ذكور و53% إناث.

## أعلام
- توماس وودس
- ديفيد سوتر
- أل بلانش
- جيرالدين فارار
- جو كيسي
- سيوال رايت
- جو هاريس
- نحميا داير
- شارلوته بورتر
- جورج براينت